# Erasmoneura nigra
Erasmoneura nigra är en insektsart som först beskrevs av David D. Gillette 1898.  Erasmoneura nigra ingår i släktet Erasmoneura och familjen dvärgstritar. Inga underarter finns listade i Catalogue of Life.